# (467019) 2016 CY149
(467019) 2016 CY149 es un asteroide perteneciente al cinturón de asteroides descubierto por el Mount Lemmon Survey el 8 de enero de 2007 desde el Observatorio del Monte Lemmon.